# Kimberly Po
Kimberly Po (ur. 20 października 1971 w Los Angeles) – amerykańska tenisistka po wyjściu za mąż posługująca się nazwiskiem Po-Messerli, zwyciężczyni Wimbledonu 2000 oraz finalistka US Open 1999 roku w grze mieszanej z Donaldem Johnsonem, finalistka US Open 2001 w grze podwójnej w parze z Nathalie Tauziat. Zwyciężczyni 5 turniejów w deblu.

## Wielki Szlem

### Gra podwójna

#### Finalistka
| Rok  | Turniej | Nawierzchnia | Partnerka        | Mistzynie                  | Wynik         |
| ---- | ------- | ------------ | ---------------- | -------------------------- | ------------- |
| 2001 | US Open | twarda       | Nathalie Tauziat | Lisa Raymond Rennae Stubbs | 2:6, 7:5, 5:7 |

### Gra mieszana

#### Mistrzyni
| Rok  | Turniej   | Nawierzchnia | Partner        | Finaliści                    | Wynik       |
| ---- | --------- | ------------ | -------------- | ---------------------------- | ----------- |
| 2000 | Wimbledon | trawiasta    | Donald Johnson | Kim Clijsters Lleyton Hewitt | 6:4, 7:6(3) |

#### Finalistka
| Rok  | Turniej | Nawierzchnia | Partner        | Mistzowie                   | Wynik    |
| ---- | ------- | ------------ | -------------- | --------------------------- | -------- |
| 1999 | US Open | twarda       | Donald Johnson | Ai Sugiyama Mahesh Bhupathi | 4:6, 4:6 |

## Finały turniejów WTA
| Legenda                | Legenda |
| ---------------------- | ------- |
| Wielki Szlem           |         |
| Igrzyska olimpijskie   |         |
| WTA Tour Championships |         |
| 1988 – 2008            |         |
| Kategoria I            |         |
| Kategoria II           |         |
| Kategoria III          |         |
| Kategoria IV           |         |
| Kategoria V            |         |

## Wygrane turnieje rangi ITF
| turnieje z pulą nagród 100 000 $ |
| turnieje z pulą nagród 75 000 $  |
| turnieje z pulą nagród 50 000 $  |
| turnieje z pulą nagród 25 000 $  |
| turnieje z pulą nagród 15 000 $  |
| turnieje z pulą nagród 10 000 $  |

### Gra pojedyncza
|    | Data       | Turniej      | ($)    | Naw.   | Finalistka         | Wynik         |
| 1. | 17/07/1989 | Fayetteville | 10 000 | twarda | Rene Simpson       | 4:6, 6:3, 6:0 |
| 2. | 15/07/1991 | Evansville   | 25 000 | twarda | Isabelle Demongeot | 2:6, 6:4, 6:1 |
| 3. | 10/02/1997 | Midland      | 50 000 | twarda | Meilen Tu          | 6:2, 6:3      |

## Finały wielkoszlemowych turniejów juniorskich

### Gra podwójna
| Końcowy wynik | Rok  | Turniej | Nawierzchnia | Partnerka        | Przeciwniczki               | Wynik finału |
| Zwyciężczyni  | 1987 | US Open | Twarda       | Meredith McGrath | Kim Il-soon Wang Shi-ting   | 6:4, 7:5     |
| Zwyciężczyni  | 1988 | US Open | Twarda       | Meredith McGrath | Cathy Caverzasio Laura Lapi | 6:3, 6:1     |